# Rileya mellea
Rileya mellea är en stekelart som beskrevs av William Harris Ashmead 1894. Rileya mellea ingår i släktet Rileya och familjen kragglanssteklar. Inga underarter finns listade i Catalogue of Life.